# Lars Knudsen (filmproducer)
Lars Knudsen (født 1986 i Lystrup) er en dansk filmproducer. Han er medstifter af produktionsselskaberne Parts & Labor og Square Peg.
Knudsen er blandt andet kendt for at have produceret filmene Ain't Them Bodies Saints (2013), Klovn Forever (2015), The Witch (2015), American Honey (2016), Frank & Lola (2016), Backstabbing for Beginners (2018) og Hereditary (2018).

## Liv og karriere
Lars Knudsen er uddannet fra Handelshøjskolen i Aarhus med speciale i filmbranchen. I begyndelsen af sin karriere rejste han til New York, hvor han blandt andet stod i lære hos sit idol Scott Rudin.
I 2004 grundlagde Lars Knudsen og hans makker Jay Van Hoy produktionsselskabet Parts & Labor, der havde til formål at producere independent-film. På ti år producerede selskabet mere end 30 film, og arbejdspresset blev til sidst for meget for de to producere, som i 2016 besluttede at gå hver til sit.
Den 20. juni 2019 lancerede Lars Knudsen og instruktør Ari Aster deres produktionsselskab Square Peg efter deres samarbejde på filmen Hereditary (2018). Virksomheden har været med til at producere film som Midsommar (2019), Resurrection (2022), The Northman (2022), Beau Is Afraid (2023), Dream Scenario (2023) og Sasquatch Sunset (2024).  